# Бэлза, Святослав Игоревич
Святосла́в И́горевич Бэ́лза (26 апреля 1942, Челябинск, СССР — 3 июня 2014, Мюнхен, Германия) — советский и российский музыковед, литературовед, музыкальный и литературный критик, публицист, телеведущий, музыкальный обозреватель телеканала «Культура». Народный артист Российской Федерации (2006). Заслуженный деятель культуры Польши (1988), Заслуженный деятель искусств Украины (2004). Лауреат Государственной премии Российской Федерации (2012) и Премии Правительства Российской Федерации (2013).
Широкую известность и признание получил как знаток и популяризатор классической музыки, историк российской и мировой культуры. Автор более 300 литературоведческих и критических публикаций, предисловий к произведениям классиков зарубежной и русской литературы, внёс значительный вклад в шекспироведение. На протяжении четырёх десятилетий, с 1972 по 2014 год, Бэлза был заметной фигурой в культурно-просветительских проектах советского и российского телевидения, ведущим концертов мастеров оперной и балетной сцены, музыкальных вечеров и ночных балов.
Почётный член Российской академии художеств, Президент Российской академии искусств (2011), член Академии Российского телевидения (1994), Почётный президент Международного конкурса «Музы мира», бессменный председатель жюри Бунинской премии. Член КПСС с 1971 года. Член Союза писателей СССР (1975), Союза журналистов России (1971) и Союза театральных деятелей (1999). Член Совета по общественному телевидению России с 2012 года. Старшина Английского клуба.

## Биография

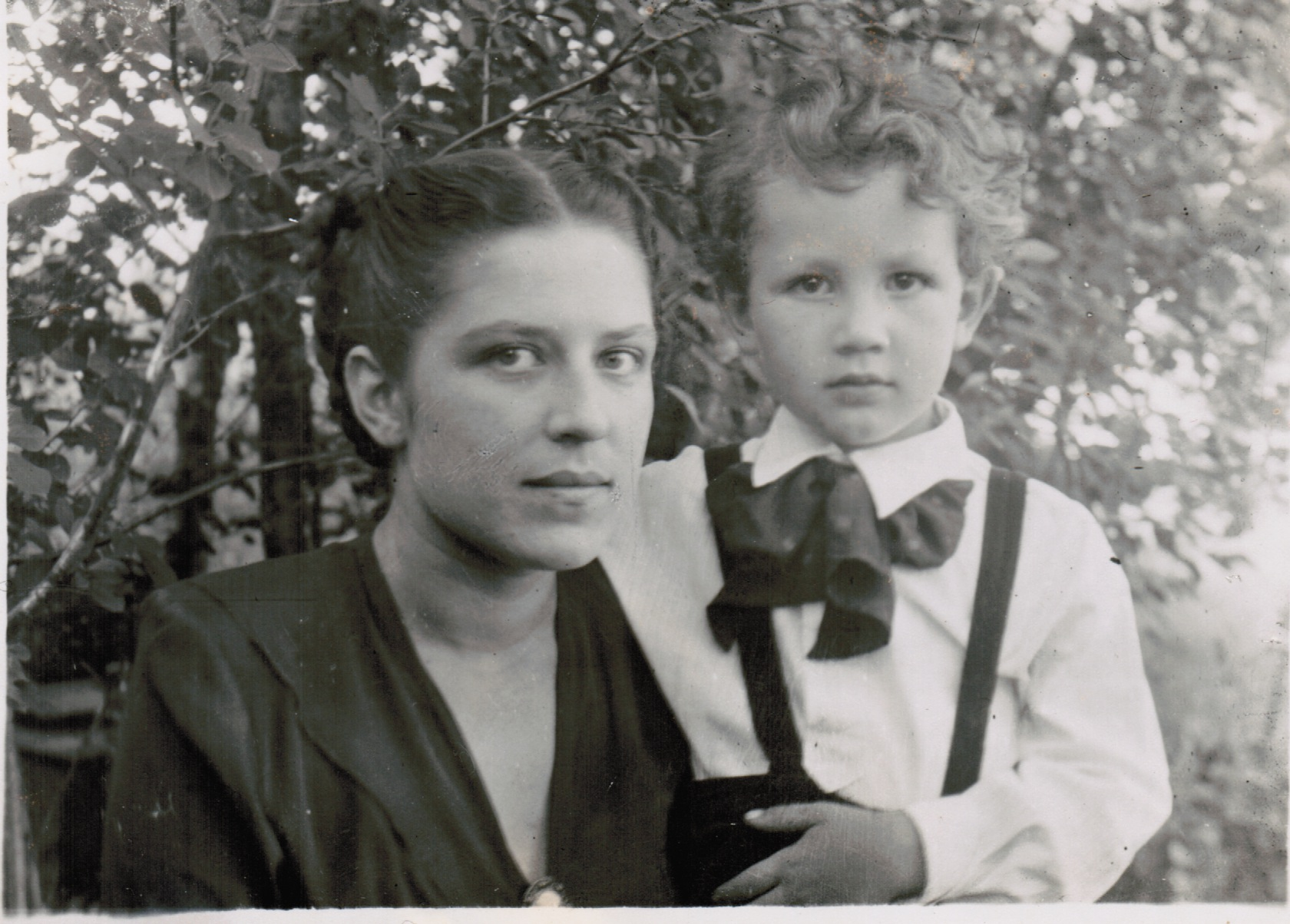
5-летний Святослав с матерью Зоей Константиновной, 1947

Родился 26 апреля 1942 года в Челябинске, в находившейся там в эвакуации семье Игоря Фёдоровича Бэлзы (1904—1994), советского музыковеда, критика и композитора, а также библиофила, имевшего польские корни; и Зои Константиновны Бэлзы (урожд. Гулинской) (1921—1999), медика по образованию, автора книг по музыке. Род Бэлза — старый род из Польши, чей герб восходит к эпохе крестовых походов, а девиз в переводе с латыни означает: «Судьба помогает волящему». Семья И. Ф. Бэлзы, спасаясь от немцев в период Первой мировой войны, перебралась из Варшавы в Киев, а затем в Москву.
Детские годы Святослава прошли в послевоенной Москве, в посёлке писателей на углу Беговой улицы и Хорошевского шоссе, в двухэтажном домике с колоннами, похожем на помещичью усадьбу, — построенном пленными немцами. «У меня было тяжёлое детство, — иронически вспоминал Бэлза. — Когда нормальные дети гоняли в футбол во дворе, меня заставляли мыть шею и вели в Большой зал Консерватории или Большой театр… С юных лет музыкой меня перекормили». Учился в английской спецшколе № 1 в Сокольниках. Занимался фехтованием (увлёкся, прочитав «Трёх мушкетёров»), был чемпионом МГУ и чемпионом Москвы среди юношей.
С детства говорил на польском и французском языках. От отца Святославу передалась страсть к библиофильству, увлекался поэзией Гумилёва, Ходасевича, Ахматовой, Пастернака, собирал коллекцию автографов. На мировоззрение будущего литературоведа повлияли книги Дюма, Бальзака, Жюля Верна, Шекспира, Марка Твена, Киплинга. Ещё в юношеские годы лично познакомился и общался с друзьями отца, многие из которых вскоре стали его собственными друзьями — Анной Ахматовой, Борисом Пастернаком, Иваном Козловским, Константином Паустовским, Дмитрием Лихачёвым, Арамом Хачатуряном, Юрием Григоровичем, Ираклием Андрониковым, Сергеем Михалковым, Беллой Ахмадулиной, Евгением Евтушенко. Благодаря этим встречам, а также дружбе с Грэмом Грином и Лучано Паваротти, среди прочего, убедился: «Чем крупнее личность, тем меньше в ней фанаберий и заносчивости. Конечно, они ставят барьер, но если однажды допускают тебя за него, то выясняется, что это абсолютно нормальные, доброжелательные и душевно щедрые люди».

### Литературоведение
Окончил славянское отделение филологического факультета МГУ, где учился в 1960—1965 годах, по специальности «филолог, литературовед». В этом качестве начал печататься в оттепельной газете «Неделя». Первая научная публикация 18-летнего студента-филолога, о польских связях князя П. А. Вяземского, в 1960 году была в журнале «Вестник истории мировой культуры», издававшемся под эгидой ЮНЕСКО. Музыка и связанная с ней просветительская деятельность стали второй профессией Бэлзы, несмотря на то, что никакого музыкального образования у Святослава Игоревича не было.
С 1965 года, в общей сложности 37 лет проработал научным сотрудником Института мировой литературы (ИМЛИ). Является автором предисловий ко многим произведениям классической зарубежной и русской литературы, в том числе предисловий к сочинениям М. Твена, Р. Киплинга, Д. Дефо, У. Шекспира, Г. Грина, О. Уайльда, Э. По, Данте, Сервантеса, Лема, Жоржа Сименона, Агаты Кристи, Брюсова, Вяземского, к книгам Ирины Архиповой и Муслима Магомаева. В 1979—1989 годах по совместительству обозреватель «Литературной газеты» по зарубежной культуре, писал обзоры иностранной литературы. В числе наиболее ценных трудов, отражающих многогранный талант Бэлзы — очерки «Брюсов и Данте», «Брюсов и Польша», «Данте и русская поэзия первой четверти 20-го века», «Дон Кихот в русской поэзии», «Грэм Грин», «Пушкин и культурная общность славянских народов», «Розанов и читатель», «Словацкая литература».
Среди центральных тем литературоведческих трудов Бэлзы — творчество Шекспира. В СССР Святослав Игоревич имел репутацию сильного шекспироведа, он внёс значительный вклад в систематизацию и изучение наследия своего предшественника, русского исследователя творчества Шекспира Михаила Морозова. Популярной у любителей словесности оказалась необычная книга Бэлзы «Человек читающий. Homo Legens», представляющее собой сборник эссе выдающихся писателей и оригинальное исследование способностей современного человека к чтению, приобретающих особую значимость в современную эпоху, когда игра становится важнее реальности. Книга вышла двумя изданиями в 1983 и 1989 годах. В 1975 году Бэлза был принят в Союз писателей СССР.
Всего перу Бэлзы принадлежит более 300 литературоведческих и критических публикаций. Часть из них посвящена взаимовлиянию русской и польской, испанской, итальянской литературы. Известен также как театральный критик и эссеист. Труды Бэлзы переведены на английский, немецкий, итальянский, польский, чешский, словацкий, венгерский и другие языки.

### Общественная деятельность
В 1960—1970 годах Бэлза как носитель языка возглавлял советскую молодёжную организацию в Польше, был президентом Общества делового и культурного сотрудничества с Польшей.

### Телевидение
На телевидении Бэлза дебютировал в 1972 году в программе Юрия Сенкевича «Клуб кинопутешествий», где начал с увлекательных телесюжетов о Франции. Успех у телезрителей пришёл с сюжетами «Париж глазами Андре Моруа», «Франция глазами импрессионистов».
С середины 1980-х годов приобретает широкую известность как популяризатор классической музыки. В 1987—1996 годах Бэлза — автор и ведущий телепрограммы «Музыка в эфире» (Останкино, ОРТ), выходившей в вечерний прайм-тайм. Был ведущим программы «Звёзды в Кремле». К джазу Бэлзу приобщили Олег Лундстрем, Юрий Саульский и Георгий Гаранян. На глазах Бэлзы и под его опекой в программах фонда «Новые имена» первые шаги в большом искусстве делали Денис Мацуев и Николай Цискаридзе, с которыми музыковеда затем связали творческое сотрудничество и многолетняя дружба.
В 1992—1995 годах Бэлза — художественный руководитель студии музыкальных и развлекательных программ ГТРК «Останкино» и творческого объединения «Музыка в эфире». Бэлза снимал телеинтервью со многими классиками, в том числе Ириной Архиповой, Изабеллой Юрьевой, Галиной Улановой, Вадимом Козиным, однако эти ценные записи исчезли из архива телевидения.
В 1997—1998 годах Святослав Бэлза вёл передачу об известных композиторах «Игра в классику» на канале «ТВ Центр». Всего было выпущено 60 программ.
С 1997 года работал на телеканале «Культура», где вёл авторские передачи «В вашем доме», «Шедевры мирового музыкального театра» и программу «Романтика романса», имевшие высокие зрительские рейтинги. На этом телеканале Бэлза вёл телеконкурс «Большая опера», праздничный концерт «Новый год с Владимиром Спиваковым» и «Новогодний „Вокзал мечты“ c Юрием Башметом», рассказывал также о балете.
С 21 октября 2012 года был ведущим телевизионного конкурса «Большой балет» (вместе с Аллой Сигаловой). Бэлза называл балет самым жестоким и изысканным видом искусства, «требующим от танцора ежедневного самоистязания».

### Фестивали и конкурсы
В 1993 и 1998 годах был председателем жюри фестиваля «Киношок».
На протяжении многих лет Бэлза был бессменным ведущим церемоний вручения балетной премии «Бенуа танца» и литературной премии «Москва-пенне». Длительное время сотрудничал с пианистом Денисом Мацуевым, являясь вместе с ним соорганизатором и ведущим ряда музыкальных фестивалей. Всего вёл более чем 200 фестивалей в России и за рубежом.
Среди других крупнейших музыкальных событий в России, ведущим которых был Бэлза, — Фестиваль симфонических оркестров мира, «Крещендо», Международный телевизионный конкурс юных музыкантов «Щелкунчик», Международный юношеский конкурс пианистов имени Ф. Шопена, абонемент «Искусство Евгения Светланова (видеоантология)» в Московском международном Доме музыки, Фестиваль Юрия Башмета в Сочи, «Звёзды на Байкале» в Иркутске, Гаврилинский фестиваль и «Кружева» в Вологде, фестивали имени Р. Нуриева в Казани и Уфе. С 2001 года являлся постоянным ведущим ежегодного музыкального фестиваля в Пицунде «Хибла Герзмава приглашает…». Музыковед сотрудничал с Дмитрием Хворостовским, с Фондом Елены Образцовой и вёл все концерты певицы.
Свой последний музыкальный фестиваль «Очи чёрные» Бэлза вёл 1—10 мая 2014 года в Монтекатини-Терме в Италии.

### Признание
Наивысшее признание искусствоведческая и просветительская деятельность Бэлзы получила в начале XXI века. В 2006 году он был удостоен звания Народного артиста России. В 2012 году ему присуждена Государственная премия РФ в области литературы и искусства. В этом же году музыковед вошёл в состав Совета по общественному телевидению РФ и был награждён международным общественным орденом «Золотой сокол». В 2013 году стал одним из лауреатов Премии Правительства РФ в области культуры за создание телевизионной программы «Большой балет».

### Болезнь и смерть
В декабре 2013 года почувствовал боли, но из-за плотного концертного графика затянул с обращением к доктору. Весной 2014 года резко похудел, после медицинского обследования в России у него был обнаружен рак поджелудочной железы. Последние записи передачи «Романтика романса» для телеканала «Культура» состоялись 26-27 апреля в Московском губернском театре. После обследования 10-12 мая в Германии диагноз был подтверждён в неоперабельной стадии.
Скончался 3 июня 2014 года в Мюнхене после пребывания в немецкой клинике, где находился с 18 мая.
Похоронен 6 июня на Ваганьковском кладбище (участок № 43).

### Личная жизнь

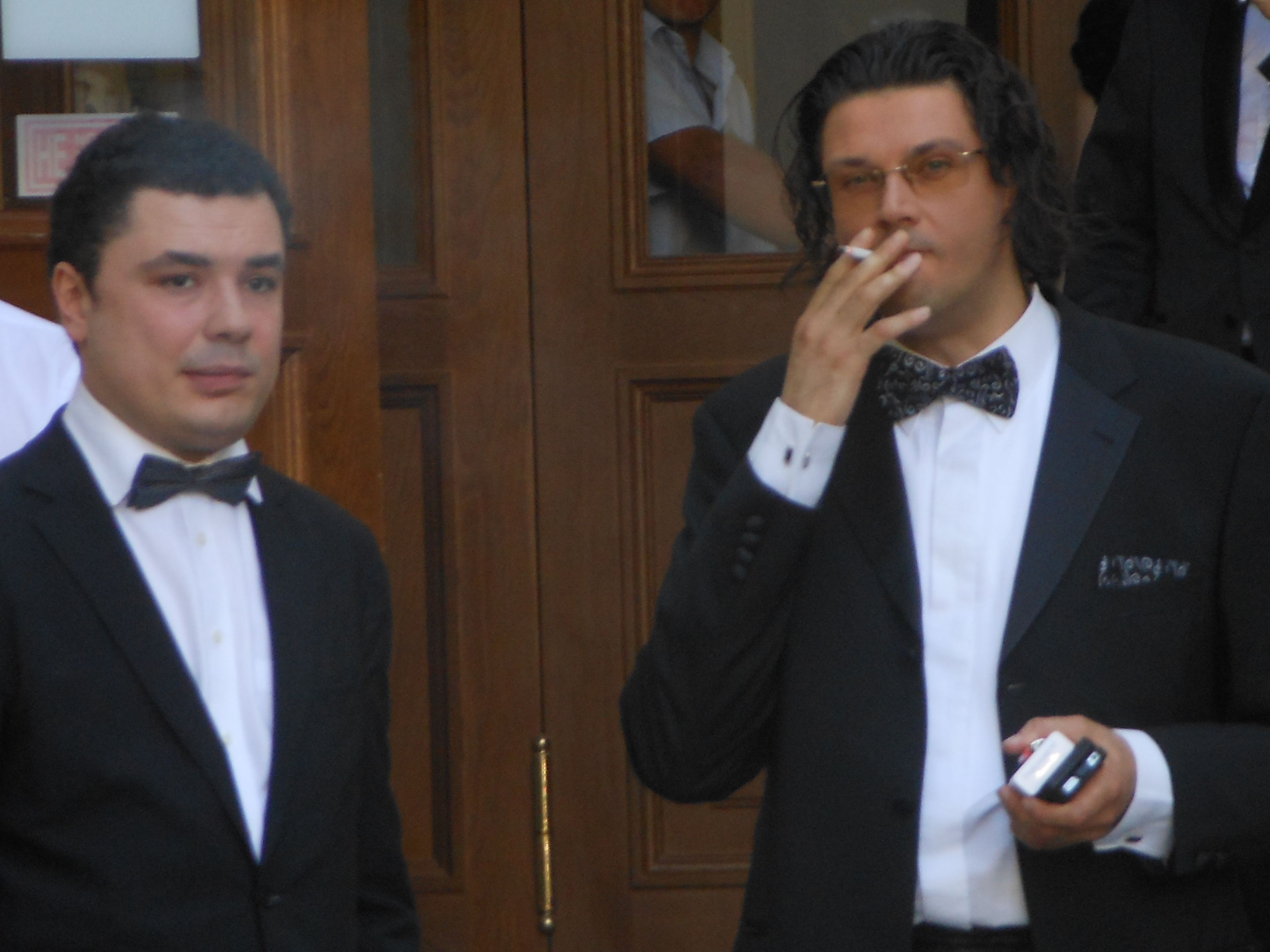
Фёдор и Игорь — сыновья Святослава Бэлзы на мемориальном концерте в Большом зале Московской государственной Консерватории имени П. И. Чайковского 4 июля 2014 года

С 1969 года в течение 12 лет был официально женат на Нине Кулагиной; на момент знакомства — студентка Киевского госуниверситета, чемпионка СССР по плаванию на спине, впоследствии преподавательница английского языка. В начале 1980-х годов у Бэлзы завязался роман с Ольгой Глебовой, дочерью актёра Петра Глебова, тоже преподавательницей английского языка.
У Бэлзы два сына:
- Игорь (род. 10 ноября 1971) — от первого брака, окончил Университет радиотехники, электроники и автоматики, занимается предпринимательством в сфере недвижимости; женат на художнице из Ниццы Александре Отиевой[46][47]. В браке родился сын Мирослав (род. 2015);
- Фёдор (род. 21 сентября 1981) — от гражданского брака с Ольгой Глебовой, получил диплом менеджера в Университете управления. Женат, в браке родились сын Сергей и дочь Мария[10][28].

Бэлза в ряде интервью рассказывал о своих любовных увлечениях, подчёркивая, что ему больше нравились блондинки («и их большинство в моём донжуанском списке»), хотя детей надёжнее иметь от шатенок. Благодаря такой откровенности, Бэлза попал в книгу «Самые знаменитые женихи России»: его романтическая биография помещена в раздел «Классика».

## Память
4 июля 2014 года в Большом зале Московской государственной консерватории им. П. И. Чайковского при аншлаге состоялся благотворительный мемориальный концерт в память Святослава Бэлзы, организованный Консерваторией, Фондом Елены Образцовой и телеканалом «Культура» с участием Дениса Мацуева, Юлии Махалиной, Максима Федотова, Галины Петровой, Василия Ланового, Динары Алиевой, Владимира Магомадова, Василия Ладюка, Борислава Струлёва, Александра Малофеева и других известных исполнителей. Вместе с Марией Максаковой концерт в Большом зале Консерватории впервые вёл старший сын и сценический преемник музыковеда Игорь Бэлза. Собранные средства направлены на памятное издание книги статей Святослава Бэлзы и воспоминаний его коллег, друзей и близких.
С 15 апреля по 16 мая 2015 года в Государственном музее А. С. Пушкина состоялась выставка «Гляжу: под лавкой дремлет кот…», где представлены около 300 экспонатов кошачьих фигурок из коллекции Бэлзы.
2 сентября 2016 года на могиле Бэлзы на Ваганьковском кладбище открыт скульптурный памятник, автором которого стал президент Союза художников России Андрей Ковальчук.

## Творческая манера, стиль и увлечения
В расцвете сил Святослав Бэлза пользовался необыкновенным успехом как стильный ведущий концертов и фестивалей академического искусства, классической музыки, как конферансье творческих вечеров и ночных балов, а также как телеведущий. Проводил мастер-классы. Отличался глубокими знаниями, богатой эрудицией, интеллигентностью, чувством юмора, непринуждённой импровизацией у микрофона. Отмечая высокий профессионализм музыковеда, его коллега по телеканалу «Культура» Николай Цискаридзе свидетельствовал, что «он единственный мог на нужную тему не готовясь, экспромтом, произнести интересный текст и уложиться в нужное количество времени, минут, секунд — те, кто работает на телевидении, понимают, как это важно». Элегантно и с безупречным вкусом носил эффектные костюмы и смокинги с неизменной бабочкой. Всего в коллекции Бэлзы было около 150 бабочек ручной работы разного фасона и дизайна. Известна крылатая фраза Василия Ланового о том, что «Бэлза даже спит в бабочке».
Критики и музыканты[кто?] отмечали ораторское искусство, тонкий художественный вкус, личное обаяние телеведущего. Для стиля Бэлзы были характерны аристократизм, галантность и лёгкий флирт в общении с артистами, партнёршами и зрителями. Он работал в напряжённом графике с постоянными разъездами, нередко вёл 2--3 концерта в день, одним из излюбленных рабочих мест Бэлзы была сцена консерватории. Он недолюбливал массовое искусство, от предложений вести такие концерты отказывался. Бэлза признавался, что и в больших жанрах избегает артистов-середняков: «Сам я стараюсь работать или с элитой исполнительского искусства, или с молодыми, подающими надежды музыкантами». Музыковед исходил из уверенности, что имя зарабатывается десятилетиями, а теряется в одночасье: потому стремился, чтобы его имя на афише было гарантией качества, не шёл на компромисс с шоу-бизнесом ради финансовой выгоды. По свидетельству Михаила Швыдкого, в 1997 году Бэлза отказался от поста главного редактора телеканала «Культура». С юности ценя свободу, уклонялся от навязываемых высоких чиновничьих должностей, называл себя «вольным сыном эфира».
Сам Бэлза ценил искусство Серебряного века — творчество композиторов Скрябина, Рахманинова, поэтов Блока, Цветаевой, художников Сомова, Добужинского, ему импонировал архитектурный модерн Шехтеля. Из советских писателей-самородков он выделял Шукшина. Восхищением всей жизни Бэлза называл города Рим и Венецию; автографы Пушкина, Наполеона, написанное кровью стихотворение Есенина; а также — котов.
Музыковед вращался в богемных кругах, ценил комфорт и удовольствия. Жил в таунхаусе в ближнем Подмосковье, в писательском посёлке Красновидово на реке Истре. По собственному признанию, почти все деньги Бэлза тратил на книги, автомобили и любимых женщин. Его библиотека насчитывала около 20 тысяч томов. Водительские права получил в 1961 году, на первом курсе института. В разные годы Бэлза управлял «Волгой», «Volvo 240», джипом-внедорожником «Land Rover Discovery». Всегда любил красивые вещи, приятную обстановку, изящно сервированный стол, уделял внимание элегантным мелочам. Собирал коллекцию фарфоровых, малахитовых, серебряных, деревянных, бронзовых кошек (всего около 1000 экспонатов). Отдыхая, слушал джаз или популярную классику. Идеальным отдыхом считал лежание на диване с книгой и котом. На случай неожиданного визита гостей обычно держал холодильник полным, умел сам готовить, особенно салаты с разнообразными ингредиентами.
В общении с людьми Бэлза избегал острой полемики, не считая её этичной, даже если ситуация и уверенность в собственной правоте позволяли ему при необходимости возразить весьма аргументированно и резко. По мнению его многолетней партнёрши и телеведущей Марии Максаковой, такой стиль поведения Бэлзы был обусловлен глубоким врождённым благородством, а не модной толерантностью. Бэлза любил эпиграммы, сам умел их сочинять, тонко чувствовал слово. Его ремарки, по оценке Максаковой, «были полны поистине вольтеровской глубины и иронии».
Бэлза считал необходимым сделать культуру одним из российских национальных проектов. Он бережно относился к собственному времени и часто повторял афоризм Марины Цветаевой «Читатели газет — глотатели пустот», уподобляя им современных пользователей Интернета и людей, сутками смотрящих телевизор. Музыковед мечтал написать захватывающие мемуары о своих встречах с великими деятелями искусства, но не успел осуществить это намерение.

## Награды и премии
- Орден «За заслуги перед Отечеством» IV степени (13 апреля 2012 года) — за большой вклад в развитие отечественной музыкальной культуры и многолетнюю просветительскую деятельность[51]
- Орден Дружбы (27 октября 2000 года) — за заслуги перед государством, многолетнюю плодотворную деятельность в области культуры и искусства, большой вклад в укрепление дружбы и сотрудничества между народами[52]
- Офицерский крест ордена Заслуг перед Республикой Польша (8 декабря 1997 года) — за выдающиеся заслуги перед польской культурой[53]
- Золотая медаль «За заслуги в культуре Gloria Artis» (2 сентября 2010 года, Польша)[54]
- Орден «Честь и слава» (15 июня 2012 года, Абхазия) — за большие заслуги в развитии музыкальной культуры и искусства Абхазии, а также за личный вклад в укрепление культурных связей между странами[55]
- Народный артист Российской Федерации (9 декабря 2006 года) — за большие заслуги в области искусства[56]
- Заслуженный деятель искусств Российской Федерации (13 сентября 1994 года) — за заслуги в области искусства[57]
- Заслуженный деятель искусств Украины (19 апреля 2004 года) — за весомый личный вклад в развитие культурных связей между Украиной и Российской Федерацией, многолетнюю плодотворную творческую деятельность[58]
- Заслуженный деятель культуры Польши (1988)
- Государственная премия Российской Федерации 2011 года в области литературы и искусства (5 июня 2012 года) — за вклад в популяризацию достижений культуры и науки, выдающуюся просветительскую деятельность (совместно с О. Б. Добродеевым и С. Л. Шумаковым)[59]
- Премия Правительства Российской Федерации 2013 года в области культуры (23 декабря 2013 года) — за создание телевизионной программы «Большой балет» (совместно с М. В. Денисевич, Л. И. Платоновой, Д. А. Хомутовой, А. М. Сигаловой)[60]
- Международный общественный орден «Золотой сокол» (2012)[61]

## Книги
- Бэлза С. И. Избранное: Из истории мировой художественной культуры / науч. ред. И. М. Ильинский; сост. Н. В. Захаров. — М.: Изд-во Моск. гуманит. ун-та, 2012. — 320 с. — 150 экз. — ISBN 978-5-98079-791-1.

## Телевизионные фильмы
Святослав Бэлза. Незаданные вопросы // Телеканал «Культура», премьера 12 июля 2014 года. Фоновой музыкой для мемориального фильма, показанного на 40-й день после смерти телеведущего, использована ностальгическая мелодия Олега Каравайчука (производная от Адажио из концерта № 23 Моцарта) из фильма Ильи Авербаха «Монолог», которая нравилась самому Бэлзе.